# جورج فريدريك بول
جورج فريدريك بول (بالألمانية: Georg Friedrich Pohl) (و. 1788 – 1849 م) هو فيزيائي، وأستاذ جامعي من ألمانيا . ولد في شتتين .
توفي في فروتسواف ، عن عمر يناهز 61 عاماً.

## مناصب وهيئات
أدار جامعة هومبولت في برلين.